# سعود شجاع العتيبي
سعود شجاع العتيبي لاعب كرة قدم كويتي من مواليد أكتوبر عام 1987م لعب لنادي الكويت قبل أن ينتقل إلى نادي الساحل في عام 2009م وهو شقيق لاعب نادي الساحل السابق نايف شجاع.